# Erythroxylum zambesiacum
Erythroxylum zambesiacum är en tvåhjärtbladig växtart som beskrevs av N. Robson. Erythroxylum zambesiacum ingår i släktet Erythroxylum och familjen Erythroxylaceae. Inga underarter finns listade i Catalogue of Life.